# ハレム (電子雑誌)
『ハレム』は白泉社の電子雑誌。毎月29日発売。
『ヤングアニマル嵐』（白泉社）は2018年（平成30年）6月1日発売号をもって休刊したが、それに伴う「嵐リニューアル」企画の1つとして、エロスをテーマにして2018年（平成30年）11月29日に創刊された。

## 創刊号
創刊号の執筆陣は以下の通り。
表紙
森山絵凪「この愛は、異端。」
掲載
- 森山絵凪「この愛は、異端。〜ベリアル文書〜」
- 克・亜樹「ふたりエッチ another」
- 甘詰留太「ナナとカオル〜高校生のSMごっこ〜」
- きづきあきら+サトウナンキ「うそつきパラドクス〜社内風紀のみだしかた〜」
- 春輝「あらくさ忍法帖」
- 黒丸「くだけるプリン」
- 藤井あだし野
- くろもとみつぐ